# Thảm vi sinh vật

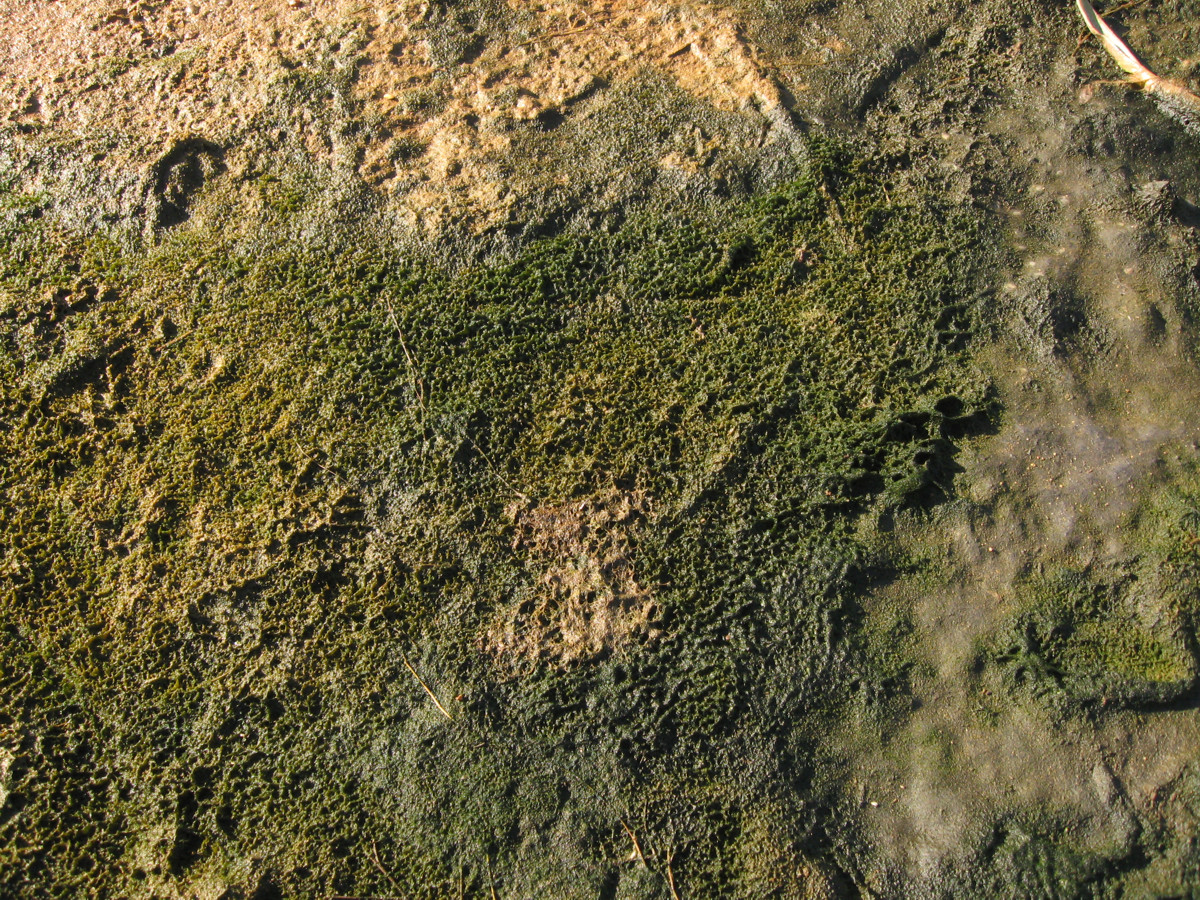
Thảm Vi khuẩn lam, hồ nước mặn bên bờ Biển Trắng

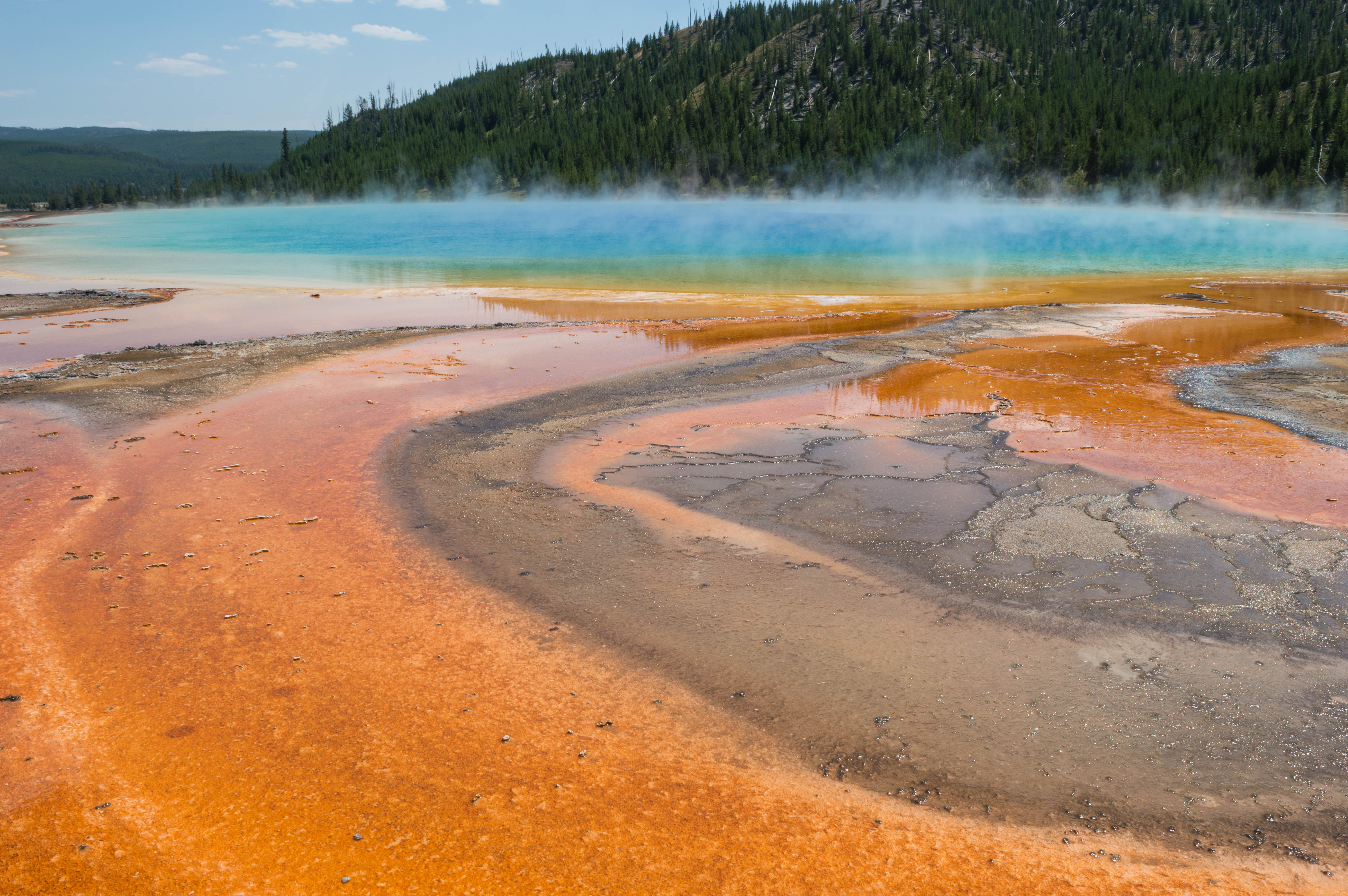
Thảm vi sinh vật tại suối nước nóng Grand Prismatic Spring

Một tấm thảm vi sinh vật là một mảng vi sinh vật nhiều lớp, chủ yếu là vi khuẩn và vi khuẩn cổ. Thảm vi sinh vật phát triển tại các giao diện giữa các loại vật liệu khác nhau, chủ yếu là trên bề mặt ngập nước hoặc ẩm ướt, nhưng một số ít tồn tại trong sa mạc. Chúng xâm chiếm các môi trường có nhiệt độ khác nhau, từ -40 °C đến 120 °C. Một số ít được tìm thấy là nội cộng sinh của động vật.
Mặc dù chúng dày nhất vài cm, thảm vi sinh vật tạo ra một loạt các môi trường hóa học bên trong và do đó thường bao gồm các lớp vi sinh vật có thể nuôi dưỡng hoặc ít nhất là chịu đựng các hóa chất thống trị ở cấp độ của chúng và thường là các loài có liên quan chặt chẽ với nhau. Trong điều kiện ẩm ướt, thảm thường được giữ với nhau bởi các chất nhầy nhụa do vi sinh vật tiết ra, và trong nhiều trường hợp, một số vi sinh vật hình thành mạng lưới dây tóc rối quấn lấy nhau làm cho thảm cứng hơn. Các dạng vật lý được biết đến nhiều nhất là thảm phẳng và các cột cứng gọi là stromatolit, nhưng cũng có các dạng hình cầu.
Thảm vi sinh vật là dạng sống sớm nhất trên Trái Đất có bằng chứng hóa thạch tốt, từ 3.500 triệu năm trước, và là thành viên quan trọng nhất và là sinh vật duy trì hệ sinh thái của hành tinh.